# 기대효용가설
게임 이론에서 기대 보수(payoff)를 구하기 위해서는 기대효용가설(Expected utility hypothesis)을 이용하면 된다. 만약 어떤 게임에서 경기자 1이 x 또는 y의 결과를 얻는다고 가정하자. 경기자 1이 p의 확률로 x를 얻고, (1-p)의 확률로 y를 얻는다면, 그의 기대효용 Eu는 다음과 같다.(여기서 u(.)는 경기자 1의 효용함수이다.)
{\displaystyle Eu=p\times u(x)+(1-p)\times u(y)}
이는 x, y가 주는 효용이 발생할 확률을 각각 곱하고 모두 더한 것이다.
이렇게 얻어진 효용을 폰 노이만-모르겐슈테른 효용(von Neumann-Morgenstern utility)이라고 하며, 이렇게 구한 보수를 벡터로 표시한 것이 보수조합(payoff vector)이다. n명의 참가자가 있는 게임에서 n차원의 보수조합을 구할 수 있다.

## 같이 보기
- 주관적 기대효용